# Astròcit
Els astròcits (quan se'n parla col·lectivament coneguts com a astroglia) són cèl·lules de glia de forma estrellada característica que es troben al cervell i a la medul·la espinal. Són cèl·lules d’origen neuroectodèrmic, com les neurones i els oligodendròcits, que no generen potencials d’acció, però sí són cèl·lules elèctricament actives. Tenen diverses funcions, incloent el suport bioquímic a les cèl·lules endotelials que formen la barrera hematoencefàlica, l'aprovisionament de nutrients al teixit nerviós, tenen un rol principal en la reparació i procés de cicatrització al cervell, i assisteixen de manera activa a la coordinació de l'activitat cerebral.

## Descripció
Els astròcits són un subtipus de cèl·lules glials localitzades al cervell i la medul·la espinal. Amb forma estrellada, els nombrosos processos que presenten embolcallen les sinapsis fetes per neurones. Els astròcits clàssica i histològicament s'han identificat com a aquelles cèl·lules que expressen filaments intermedis (GFAP). Existeixen dues formes d'astròcits al Sistema nerviós central; fibrosos i protoplasmàtics.

## Funció
Els astròcits són cèl·lules que participen en nombroses funcions en el sistema nerviós. Algunes de les més importants són:

### Metabolisme energètic
Els astròcits tenen diverses funcions relacionades amb el metabolisme energètic en el sistema nerviós. D'una banda, són el principal tipus cel·lular neural capaç d'emmagatzemar glicogen. En situació d'hipoglucèmia, els astròcits trenquen el glicogen donant lloc a lactat que és transferit a les neurones, on és utilitzat anaeròbiament com a combustible. Aquest acoblament energètic entre astròcits i neurones és també molt important en el procés de consolidació de la memòria a llarg termini.

### Barrera hematoencefàlica
Els astròcits, juntament amb les cèl·lules endotelials i els perícits formen la barrera hematoencefàlica que regula de forma selectiva el pas de molècules i cèl·lules entre la sang i el parènquima nerviós. Concretament, els astròcits emeten unes prolongacions, anomenades peus astrocitaris, que envolten el conjunt format pel capil·lar sanguini, les cèl·lules endotelials i els perícits.

### Manteniment de la homeòstasi d'aigua i ions
Els astròcits regulen els nivells extracel·lulars d'aigua i ions (homeòstasi) per mantenir aquest medi en condicions adequades pel funcionament de les cèl·lules nervioses. Realitzen aquesta funció mitjançant canals i bombes com les aquaporines o les ATPases de Na+/K+.

### Metabolisme de neurotransmissors
Els astròcits expressen recaptadors i enzims de síntesi i degradació per importants neurotransmissors de tal manera que per alguns neurotransmissors una part important de la seva síntesi o degradació té lloc a l'astròcit i no a la neurona. Els astròcits per exemple, recapten glutamat de l'espai sinàptic i el converteixen en glutamina. Aquesta glutamina és alliberada i recaptada per neurones per a ser convertida en els neurotransmissors glutamat i GABA. Els astròcits juguen també un paper important en la metabolisme de monoamines neurotrasmissores (com adrenalina, noradrenalina, serotonina, dopamina o histamina), donat que expressen l'enzim de degradació MAO-B.

### Modulació de la neurotransmissió
Els astròcits són elements actius en el funcionament de moltes sinapsis de manera que, a més dels dos elements neuronals (el presinàptic i el postsinàptic) cal considerar un tercer element funcional, l'element astroglial. Això ha donat lloc a definir el concepte de la «sinapsi tripartita». Morfològicament, l'element astroglial és un peu astrocitari que embolcalla els elements neuronals de la sinapsi. L'astròcit, mitjançant receptors, és sensible als nivells de neurotransmissors en l'espai sinàptic i respon alliberant neurotransmissors (gliotransmissors) que modulen la funció d'aquella sinapsi.

### Suport tròfic
Els astròcits són una font important de factors neurotròfics. Aquesta funció és important en el correcte desenvolupament de les neurones, en el manteniment d'aquestes en condicions normals en l'estat adult i en els processos de reparació.